# Josef Freudenthal
Josef Freudenthal (geboren 1. März 1903 in Geisa; gestorben 5. Mai 1964 in New York City) war ein deutsch-amerikanischer Musikverleger.

## Leben
Josef Freudenthal war ein Sohn des Händlers Isaac Freudenthal und der Gidda Heilbronn. Seine Mutter starb 1942 als Häftling im Ghetto Theresienstadt, seine 1896 geborene Schwester Beatrice Kahn wurde 1942 im KZ Auschwitz ermordet. Freudenthal heiratete 1934 die Sängerin Beatrice Waghalter, nach der Scheidung 1940 die in die USA emigrierte Russin und Musikerin Mari Barova, sie hatten einen Sohn.
Freudenthal studierte 1923 bis 1926 Jura an der Universität Würzburg und wurde zum Dr. jur. und auch zum Dr. rer. pol. promoviert. Er arbeitete als Syndikus und seit 1932 als Gesamtprokurist beim Anton J. Benjamin Musikverlag in Leipzig. Daneben komponierte er Unterhaltungsmusik sowie Musik für die Synagoge und betätigte sich auch als Musikjournalist und Autor für Radiosendungen.
Nach der Machtübergabe an die Nationalsozialisten 1933 floh Freudenthal 1936 in die USA, wo er 1944 die Staatsbürgerschaft erhielt. In New York gründete er 1938 die „Transcontinental Music Publishers Corporation“ und konzentrierte sich auf jüdische Musik, die er auch in verschiedenen Organisationen förderte. Er gewann Komponisten wie Zinovi Bistritzky, Jane Van Etten, Herb Miller, Eda Rapoport, Jacob Weinberg und erwarb auch die Rechte auf einige Werke von Julius Chajes und Max Helfman. Er setzte sich für die emigrierten deutschen Komponisten Heinrich Schalit, Herbert Fromm, Hugo Chaim Adler, Oskar Guttman und Herman Berlinski ein. Freudenthal komponierte auch selbst und veröffentlichte in seinem Verlag die Kompositionen „Lied fun a Chaver“ und „The Last Words of David“. Er gab die Liederbücher „Oneg Shabbat – The New Jewish Community Songster“ und „The Singing Israel – Jewish Community Songster“ heraus. Der Verlag Transcontinental Music Publishers entwickelte sich zum größten Verlag für jüdische liturgische und weltliche Musik in den USA. Seine Frau führte den Verlag nach seinem Ableben weiter, er wurde 1980 von der Union of American Hebrew Congregations übernommen.

## Kompositionen (Auswahl)
- Lied fun a Chaver
- V’shom’ru Sabbath Anthem, New York, 1949
- The Earth is the Lord’s, Psalm 24, für Stimme und Klavier, New York, 1955
- The Last Words of David